# Apalodium infractum
Apalodium infractum là một loài Rêu trong họ Bryaceae. Loài này được (Dozy & Molk.) Mitt. mô tả khoa học đầu tiên năm 1885.